# Girolamo Lucenti
Girolamo Lucenti (Roma, 1627 - Roma, 1692) fue un escultor italiano, activo en Roma durante el barroco.

## Biografía
Girolamo Lucenti (a veces Lucini) fue primero un discípulo de Alejandro Algardi, pero más tarde también trabajó para el rival de Algardi, el famoso Gian Lorenzo Bernini. Lucenti terminó el sepulcro del cardenal Girolamo Gastaldi (1685-1686) en el coro de la iglesia de Santa Maria dei Miracoli, y cuatro bustos de bronce de varios papas en el coro de la basílica de Santa Maria in Montesanto. De un dibujo de Bernini, Lucenti modeló una estatua de bronce de Felipe IV de España (1692) que está bajo el pórtico de Santa María la Mayor. Su obra más famosa es una escultura de mármol, el Angelo con i chiodi della cruz (Ángel con los clavos de la cruz) para el Puente Sant'Angelo.